# Crusher Joe
Crusher Joe (яп. クラッシャージョウ Курасся: дзё:) — цикл научно-фантастических ранобэ авторства Харуки Такатихо, печатавшихся Asahi Sonorama с 1977 по 2005 год.
Crusher Joe был экранизирован в виде полнометражного анимационного фильма в 1983 году, а в 1989 году было выпущено несколько отдельных серий только на видео. Фильм получил Animage Anime Grand Prix в 1983 году.
В конце 1970-х один из основателей Studio Nue Такатихо решил попробовать себя не только в дизайне, но и в написании историй. Результатом стал Crusher Joe, истории о группе персонажей, которые совсем не похожи на типичных героев, но не лишённых своего собственного благородства.

## Сюжет
В начале поры освоения космоса людей, нанимаемых для уничтожения астероидов и другой подобной работы, прозвали «крашерами». Со временем это стало названием для подобных наёмников. Ныне Совет крашеров берётся за самые разные поручения: от заданий по перевозке до терраформирования. Несмотря на разнообразие заданий команды крашеров придерживаются собственных правил: неэтичные и незаконные поручения являются табу. Что не останавливает тёмных личностей от попыток нанять крашеров, ведь если крашер берётся за задание, то это становится делом чести — выполнить его до конца.
Совет крашеров пользуется отличной репутацией во многих мирах, а его лучшей командой считается та, которую возглавлял крашер Ден, а ныне его сын крашер Джо.

## Персонажи
- Джо (яп. ジョウ Дзё:) — лидер крашеров. Взялся за эту работу в возрасте 10 лет, пойдя по стопам отца. Отказывается следовать чьим-либо приказам, но отлично выполняет свою работу, сохраняя наивысший рейтинг в свои 19 лет. Сэйю: Хироси Такэмура
- Альфин (яп. アルフィン Аруфин) — навигатор «Минервы», принцесса планеты Пицаннэ, оставившая свой дом и титул, чтобы присоединиться к крашерам. Девушка Джо. Сэйю: Рун Сасаки
- Талос (яп. タロス Таросу) — пилот корабля, землянин, работал ещё с отцом Джо. Большую часть его тела составляют различные кибернетические имплантаты. Талос грубоват по натуре, но его сила не раз спасала команду. Сэйю: Киёси Кобаяси
- Рики (яп. リッキー Рикки:) — механик корабля и самый младший член команды. Вспыльчив, так что Талосу часто приходится его успокаивать. Сэйю: Норико Охара
- Донго (яп. ドンゴ) — корабельный робот, обладающий извращённым чувством юмора. Часто может быть замечен читающим порно-журналы. Может управлять кораблём в отсутствии команды. Сэйю: Футамата Иссэй

## Романы
Crusher Joe 1: Crisis on Solidarity Planet Pizanne (яп. クラッシャージョウ 1 連帯惑星ピザンの危機 Kurasshā Jō 1: Rentai Wakusei Pizan no Kiki)
Asahi Sonorama, ISBN 4-257-76093-1 (Ноябрь 1977), ISBN 4-257-76920-3 (Ноябрь 2000)
Crusher Joe 2: Extermination! The Space Pirates Trap (яп. クラッシャージョウ 2 撃滅!宇宙海賊の罠 Kurasshā Jō 2: Gekimetsu! Uchū Kaizoku no Wana)
Asahi Sonorama, ISBN 4-257-76098-2 (Январь 1978), ISBN 4-257-76925-4 (Апрель 2001)
Crusher Joe 3: The Final Secret of the Milky Way (яп. クラッシャージョウ 3 銀河系最後の秘宝 Kurasshā Jō 3: Gingakei Saigō no Hihō)
Asahi Sonorama, ISBN 4-257-76103-2 (Январь 1978), ISBN 4-257-76939-4 (Июль 2001)
Crusher Joe 4: Cave of the Cult of the Dark God (яп. クラッシャージョウ 4 暗黒邪神教の洞窟 Kurasshā Jō 4: Ankoku Jashinkyō no Dōkutsu)
Asahi Sonorama, ISBN 4-257-76109-1 (Январь 1978), ISBN 4-257-76951-3 (Ноябрь 2001)
Crusher Joe 5: Treachery Toward the Galactic Empire (яп. クラッシャージョウ 5 銀河帝国への野望 Kurasshā Jō 5: Ginga Teikoku e no Yabō)
Asahi Sonorama, ISBN 4-257-76118-0 (Январь 1978), ISBN 4-257-76958-0 (Февраль 2002)
Crusher Joe 6: Challenge of the Human-faced Demon Beasts (яп. クラッシャージョウ 6 人面魔獣の挑戦 Kurasshā Jō 6: Jinmen Majū no Chōsen)
Asahi Sonorama, ISBN 4-257-76132-6 (Июнь 1979), ISBN 4-257-76967-X (Май 2002)
Crusher Joe 7: The Beautiful Demon King (яп. クラッシャージョウ 7 美しき魔王 Kurasshā Jō 7: Utsukushiki Maō)
Asahi Sonorama, ISBN 4-257-76176-8 (1983), ISBN 4-257-76978-5 (Август 2002)
Crusher Joe 8: Kukuru, the Haunted City (яп. クラッシャージョウ 8 悪霊都市ククル Kurasshā Jō 8: Akuryō Toshi Kukuru)
Часть 1: Asahi Sonorama, ISBN 4-257-76501-1 (Ноябрь 1989), ISBN 4-257-76981-5 (Октябрь 2002)
Часть 2: Asahi Sonorama, ISBN 4-257-76508-9 (Март 1990), ISBN 4-257-76984-X (Ноябрь 2002)
Crusher Joe 9: The Phantom Beast Wormwood (яп. クラッシャージョウ 9 ワームウッドの幻獣 Kurasshā Jō 9: Wāmuūddo no Genjū)
Asahi Sonorama, ISBN 4-257-77017-1 (Октябрь 2003)
Crusher Joe 10: The Holy Virgin Dairon (яп. クラッシャージョウ 10 ダイロンの聖少女 Kurasshā Jō 10: Dairon no Seishōjo)
Asahi Sonorama, ISBN 4-257-77047-3 (26 мая 2005)
Crusher Joe Extra 1: Rainbow Hell (яп. クラッシャージョウ 別巻1 虹色の地獄 Kurasshā Jō Bekkan 1: Nijiiro no Jigoku)
Новеллизация фильма, Asahi Sonorama, ISBN 4-257-76233-0 (Январь 1983), ISBN 4-257-76999-8 (Февраль 2003)
Crusher Joe Extra 2: The Doruroi Storm (яп. クラッシャージョウ 別巻2 ドルロイの嵐 Kurasshā Jō Bekkan 2: Doruroi no Arashi)
Asahi Sonorama, ISBN 4-257-77047-3 (26 мая 2005)

## Видеоигры
Crusher Joe: Kanraku Wakusei no Inbou была выпущена в 1994 году Family Soft на PC-98.